# Mónica Hoyos
Mónica Hoyos Hurtado (Callao, 15 de enero de 1977) es una presentadora de televisión, modelo y actriz peruana, actualmente afincada en España.

## Biografía
Hija de Mario Hoyos y Mónica Hurtado, se crio en el Distrito de San Miguel. A los 6 años, sus padres se separaron y se mudó con su madre a España. Vivió su adolescencia en el Barrio de San Marcelino y Benicalap, en Valencia.
Antes de dedicarse a la actuación, estudió periodismo, pero acabó dejando la carrera. A los 15 años fue elegida primera dama en el certamen de belleza Miss Valencia.
En 1996 debutó en la televisión, siendo azafata del programa Karaoke de Telecinco, junto al presentador Dani Delacámara.
En 1997, de regreso a Perú, protagonizó la telenovela Gabriela de Panamericana Televisión. En 1999, fue azafata en el programa El precio justo, donde conoció al presentador del formato Carlos Lozano, con quien mantuvo una relación durante ocho años (hasta 2007) y con quien tiene una hija llamada Luna, nacida en 2004. La relación con el presentador madrileño la impulsó a saltar a la popularidad, por lo que le llegaron más proyectos. Posteriormente, participó como madrina en un programa de El Grand Prix del verano en TVE.
En 2000, interviene en el cortometraje Un Vuelco en el Corazón, la película Leyenda de Fuego.
En 2001, participa en El flotador de grasa (TVE) y en 2002 interviene en Humor se escribe con H y se une a la última temporada del programa juvenil Desesperado Club Social en Antena 3. Además protagoniza la obra teatral, Amor tres delicias.
En el año 2003 participó en un papel de reparto antagónico en Géminis, venganza de amor, telenovela española producida por TVE y en la serie de televisión Agente 700. También presenta Noche de verano y empieza a hacer diferentes programas para Cosmopolitan Televisión. En 2004, copresenta El verano de tu vida desde Marina d'Or con otros presentadores.
Entre 2005 y 2006, Hoyos acudió cómo invitada a varios programas cómo Splunge (TVE), Pasapalabra (Antena 3), Soy el que más sabe de televisión del mundo (Cuatro), Salsa Rosa (Telecinco), Cada día (Antena 3), y Esto es vida (TVE).
Entre 2006 y 2007, colabora en Espejo Público (Antena 3) durante menos de un año. En 2006 también es invitada a participar en La ruleta de la suerte de la misma cadena. En septiembre de 2007, fue fotografiada desnuda en la Costa Brava para la revista española Interviú. Entre el 2007 y 2008 presenta para Localia televisión Como te lo cuento reemplazando a Berta Collado. En 2009, interviene en la película peruana El sexo perfecto.
En 2011, regresó a Perú para participar en la primera temporada de El gran show, reality show de baile en el cual quedó con su pareja cómo 3.ª eliminada de la competición,pero allí nadie la quería . Además, volvió a la televisión peruana con la serie La Bodeguita de Frecuencia Latina, a la par empezó a conducir el programa Sábado al día en La 1 de TVE.
En 2012 grabó el cortometraje Por primera vez en Los Ángeles, e intervino en un episodio de Solamente milagros. En 2013 apareció en Teresa, la novia del libertad y protagoniza la obra teatral Miss fogones universal junto a Boris Izaguirre e interviene en la cinta La Banda del Guano del actor de Pedro Reyes, en España.
Mónica Hoyos también incursionó en el diseño de moda, lanzando su propia marca de ropa femenina "Pullback by Mónica Hoyos" y su marca de zapatos "Kuyay".
En 2014, empieza a presentar en Perú el programa de ATV, Mujeres arriba, hasta su final en 2015.
En 2016, tras un tiempo alejada de la televisión, participa de manera puntual en algunos programas de GH VIP 4: El debate, y Sábado Deluxe, defendiendo y comentado el paso de Carlos Lozano en el concurso Gran Hermano VIP 4.
Aprovechando la nueva etapa mediática de ambos en España, Hoyos aparece en otros programas de la cadena privada, Telecinco, como en Mujeres y Hombres y Viceversa. Su primera intervención se emite el 11 de abril de 2016, como asesora del amor. Posteriormente, en diciembre del mismo año, participa en el concurso Sálvame Snow Week, presentado por Carlos Lozano, donde quedó en 3.ª posición. En 2017 colabora esporádicamente en Sálvame. Asimismo, aparece en Cámbiame VIP donde, tras pasar la pasarela, fue elegida para un cambio de look. El programa se emitió el 17 de marzo de 2017. Un año después participa en un especial de Ven a cenar conmigo junto a otros personajes televisivos, el cual se emitió en julio de 2018.
El 13 de septiembre de 2018, entra como concursante en la 6.ª edición de Gran Hermano VIP, quedándose a las puertas de la final tras permanecer 84 días, siendo la 11.ª expulsada con un 67,1% y convirtiéndose en la quinta clasificada del formato.
Finalmente, el 25 de abril de 2019 entra como concursante del reality Supervivientes, junto a otros rostros mediáticos cómo Azúcar Moreno, Isabel Pantoja o su expareja, Carlos Lozano. El 11 de julio de 2019, se convierte, de nuevo, en la quinta clasificada, quedándose a las puertas de la final tras permanecer 77 días en la isla.

## Filmografía

### Películas
| Películas | Películas                | Películas | Películas        |
| Año       | Título                   | Personaje | Notas            |
| --------- | ------------------------ | --------- | ---------------- |
| 2000      | Un vuelco en el corazón  | Mónica    | Cortometraje     |
| 2013      | La banda del guano       | Mercedes  | Papel secundario |
| 2013      | Por primera vez          | Mónica    | Papel menor      |
| 2014      | La amante del libertador | Josefa    | Papel principal  |

### Series de televisión
| Series de televisión | Series de televisión      | Series de televisión | Series de televisión |
| Año                  | Título                    | Personaje            | Notas                |
| -------------------- | ------------------------- | -------------------- | -------------------- |
| 1998-1999            | Gabriela                  | Gabriela             | 120 episodios        |
| 2003-2004            | Géminis, venganza de amor | Paula                | 35 episodios         |
| 2011-2012            | La Bodeguita              | Virginia             | 92 episodios         |

### Programas de televisión
| Programas de televisión | Programas de televisión               | Programas de televisión | Programas de televisión       |
| Año                     | Título                                | Cadena                  | Notas                         |
| ----------------------- | ------------------------------------- | ----------------------- | ----------------------------- |
| 1996-1997               | Karaoke                               | Telecinco               | Azafata                       |
| 1999-2002               | El precio justo                       | TVE                     | Azafata                       |
| 1999                    | El Grand Prix                         | TVE                     | Madrina de Utiel              |
| 2001                    | Noches de verano                      | TVE                     | Presentadora                  |
| 2002                    | Desesperado Club Social               | Antena 3                | Presentadora                  |
| 2007-2008               | Como te lo cuento                     | Telemadrid              | Presentadora                  |
| 2009-2010               | Espejo público                        | Antena 3                | Colaboradora                  |
| 2011                    | Sábado al día                         | TVE                     | Presentadora                  |
| 2011                    | El gran show                          | América TV              | Concursante (3.ª expulsada)   |
| 2014-2015               | Mujeres arriba                        | ATV                     | Presentadora                  |
| 2014                    | D Corazón                             | TVE                     | Invitada                      |
| 2016                    | GHVIP: El Debate                      | Telecinco               | Colaboradora                  |
| 2016                    | Mujeres y hombres y viceversa         | Telecinco               | Colaboradora                  |
| 2016                    | Sálvame Snow Week                     | Telecinco               | Concursante (3.ª finalista)   |
| 2017                    | Sálvame                               | Telecinco               | Colaboradora                  |
| 2017                    | Cámbiame VIP                          | Telecinco               | Participante                  |
| 2018                    | Ven a cenar conmigo: Summer Edition   | Cuatro                  | Concursante (2.ª clasificada) |
| 2018                    | Gran Hermano VIP 6                    | Telecinco               | Concursante 5.ª Finalista     |
| 2019                    | Ya es mediodía                        | Telecinco               | Colaboradora                  |
| 2019                    | Supervivientes                        | Telecinco y Cuatro      | Concursante 5.ª Finalista     |
| 2019                    | Viva la vida                          | Telecinco               | Invitada                      |
| 2019                    | El programa de Ana Rosa               | Telecinco               | Invitada                      |
| 2020                    | La última cena                        | Telecinco               | Invitada                      |
| 2020                    | Solas                                 | Mitele                  | Invitada                      |
| 2021                    | Sálvame                               | Telecinco               | Invitada                      |
| 2021                    | Secret Story: La Casa de los Secretos | Telecinco               | Colaboradora                  |
| 2022                    | Pesadilla en el paraíso               | Telecinco               | Concursante (2.ª expulsada)   |
| 2024                    | La vida sin filtros                   | Telecinco               | Colaboradora                  |
| 2024-2025               | Tardear                               | Telecinco               | Colaboradora                  |

### Teatro
| Obras de teatro | Obras de teatro        | Obras de teatro | Obras de teatro |
| Año             | Título                 | Personaje       | Notas           |
| --------------- | ---------------------- | --------------- | --------------- |
| 2002-2003       | Amor Tres Delicias     | Mónica          | Papel principal |
| 2013            | Miss fogones universal | Modelo          | Papel principal |